# アクションゲームツクール
『アクションゲームツクール』は、エンターブレインから発売されている2Dアクションゲーム製作用ソフトウェア。製作会社はスマイルブーム。『アクツク』が主な略称。

## 特徴
ツクールシリーズとしては新基軸となる、2Dアクションゲーム制作専用ツクールである。すでにコンテストパークが休止していた2008年9月、何の前触れも無く発売が発表された。
名称こそ「アクション」と冠してはいるが、純粋なアクションゲーム以外にも、多様なシステムに対応している。具体的に言えば、同梱された「ジャンプアクション」「アクションRPG」「シューティング」「デモ」の全4種類が用意されているプラグインによって、成長要素のあるアクションRPGや面によって進行方向の違うシューティングゲーム、あるいはそれらを自由に組合せたゲームを制作することが可能である。
解像度の選択の幅は大きく広がり、従来のツクールで主流だった縦横比が4:3である320×240、640×480の他、ワイドサイズ（縦横比16:9）のモニターやテレビに対応した1280×720など、全部で10種類の中から選択できる。さらに、これらは縦横比を入れ替えることができるので、アーケード版縦スクロールシューティングによく見られる縦長画面（筐体のモニターを縦長方向に置いた状態での画面）の再現も容易である。
制作した作品は、これまでのツクールシリーズと同じWindows上で動作する実行ファイルの他、Microsoft XNA テンプレート形式（Xbox 360で起動できるような形式）として書き出すことができる。また、事前に専用の開発環境（Java SE Development KitとAdobe Flex SDK）を用意しておくことで、SWF形式（Flashムービーファイル）として出力することも可能である。しかしこうした出力を行った際、仕様上ゲームパッドが使えなくなるなど一部のゲームシステムが変更されるので、制作時にこの点を留意しておかないとゲーム性が大きく変わってしまう恐れがある。
ネットワーク認証を採用している。これは著作権保護のためにRPGツクールXP、VXにも使われているもので、現行の版ではインストール時、およびそれ以降も定期的にインターネットに接続しての認証作業が必要となる（常時接続の必要はない）。本作では体験版に到るまでネットワーク認証が必要であり、プロジェクトの保存回数が50回までという制限がある。公式サポートを終了し、更新の最終版となったアップデートにてインターネット回線経由によるネットワーク認証は公式サポート終了の理由により廃止された模様。

## 仕様詳細

### 画面
選択可能な解像度
| 4：3   | 320×240  | 640×480   | 800×600 | 1024×768 |
| 16：9  | 1280×720 | 1920×1080 |         |          |
| その他 | 240×240  | 256×192   | 256×384 | 480×272  |

さらに、縦と横のサイズの交換も可能。

### 素材
- 画像素材として、BMP、PNGの各形式が使用可能。
- 音楽・効果音素材として、WAV、AIFの各形式が使用可能。なお、これまでツクールシリーズでは使用可能なのが主流だったMIDIは使えなくなっている。

## 特記事項
発売当初の特別企画として、『秘密結社 鷹の爪』（蛙男商会）とのコラボレーション企画が実施された。その内容は、『鷹の爪』の登場キャラクターによるゲーム制作の紹介という形でのPV、およびその結果完成したという設定の『山陰国獲り物語』（蛙男商会）をモチーフとした短編アクションゲーム『山陰国獲りゲーム』の期間限定公開というものであった。
発売当初、従来のツクールとはエディターの仕様など編集方法が大幅に変更されていることが、以前からの方式に慣れたツクラー（ゲーム制作者）に不便さを感じさせ不評を生む事態となり、アマゾンのカスタマーレビューには数件の批判的なコメントと低評価が寄せられた。
発売後約5ヶ月が経過した8月19日からは、ファミ通.comの無料ゲームコーナーにほぼ毎週、一般のツクラーが手掛けた新作フリーゲームがアップロードされている。その中には、『フェナックむら ものがたり』（神無月サスケ、氷石彩亜）や『じぇてぃるじぇな』（木下英一）のように、かつてのコンテストパークで上位入賞したツクラーの手による作品もある。

## 主な使用作品
- 山陰国獲りゲーム